# Lorenzo Brown
Lorenzo D'Ontez Brown Banks (Rockford, Illinois, 26 de agosto de 1990) es un jugador de baloncesto estadounidense, nacionalizado español, que forma parte de la plantilla del Panathinaikos B. C. de la A1 Ethniki de Grecia y la Euroliga. Con 1,96 metros de altura, juega en la posición de base.

## Trayectoria deportiva

### Inicios
Su familia se mudó a Atlanta (Georgia), cuando tenía ocho años y allí empezó a jugar al baloncesto.

### Instituto
Inicialmente asistió al Centennial High School en Roswell (Georgia), donde promedió 20,8 puntos en su año sénior y fue nombrado en el cuarto quintero del Parade All-American y Georgia 5A player of the Year. Se graduó en 2009, siendo considerado el 7.º escolta para Rivals.com. Tras graduarse, asistió a la Hargrave Military Academy en Chatham (Virginia).

### Universidad
Tras haber disputado en 2010 el prestigioso McDonald's All-American Game, jugó durante tres temporadas con los Wolfpack de la Universidad Estatal de Carolina del Norte, en las que promedió 11,6 puntos, 4,2 rebotes y 5,8 asistencias por partido. En 2012 fue incluido en el tercer mejor quinteto de la Atlantic Coast Conference tras liderar la conferencia en robos de balón y acabar segundo en asistencias, y al año siguiente en el segundo, tras promediar 7,2 asistencias por partido, el mejor de la ACC.

#### Estadísticas
| Año     | Equipo   | PJ  | PT | MPP  | %TC  | %3P  | %TL  | RPP | APP | ROB | TPP | PPP  |
| ------- | -------- | --- | -- | ---- | ---- | ---- | ---- | --- | --- | --- | --- | ---- |
| 2010–11 | NC State | 31  | 26 | 28.8 | .413 | .298 | .713 | 3.7 | 3.7 | 1.3 | .4  | 9.3  |
| 2011–12 | NC State | 37  | 37 | 34.3 | .450 | .351 | .729 | 4.5 | 6.3 | 1.8 | .5  | 12.7 |
| 2012–13 | NC State | 33  | 32 | 34.2 | .419 | .263 | .771 | 4.3 | 7.2 | 2.0 | .6  | 12.4 |
| Total   | Total    | 101 | 95 | 32.6 | .429 | .305 | .741 | 4.2 | 5.8 | 1.7 | .5  | 11.6 |

### Profesional

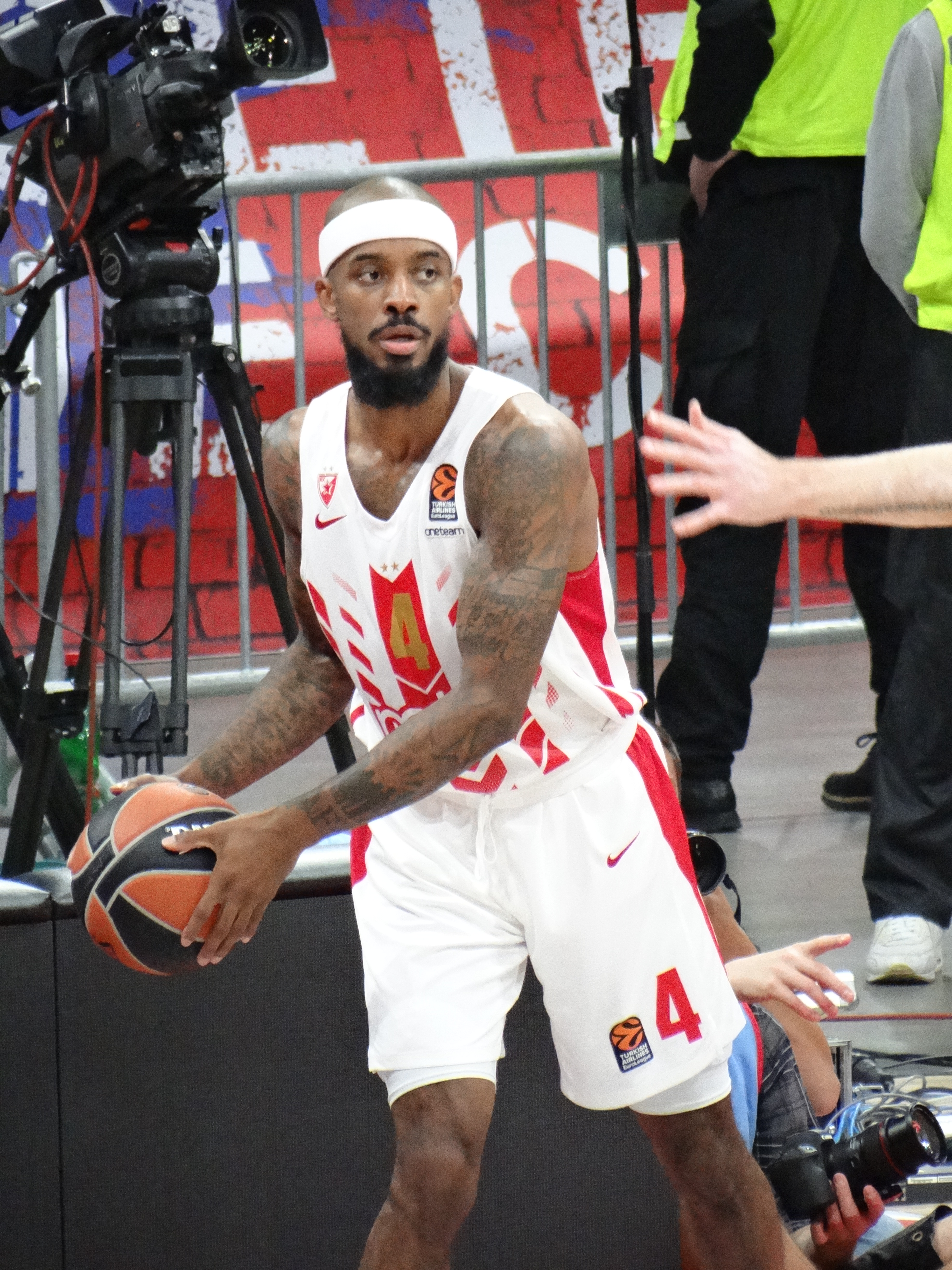
Lorenzo Brown con KK Crvena en 2019.

Fue elegido en la quincuagésimo segunda posición del Draft de la NBA de 2013 por Minnesota Timberwolves, con los que llegó a firmar contrato, pero fue despedido poco antes del comienzo de la competición.
El 1 de noviembre, fue adquirido por los Springfield Armor de la NBA D-League, pero sin llegar a debutar en la liga de desarrollo aceptó la oferta de los Philadelphia 76ers, con los que debutó ante Toronto Raptors, anotando 5 puntos en menos de un minuto de juego. Durante su temporada de rookie, fue varias veces asignados con los Delaware 87ers de la Liga de desarrollo de la NBA. El 14 de marzo de 2014, fue descartado por los 76ers. Dos días más tarde, fue readquirido por los Springfield Armor.
A finales de julio de 2014, firmó con el Reyer Venezia Mestre de Italia por la temporada de 2014-15. El 5 de septiembre de 2014, su contrato fue anulado por Venezia después de problemas físicos. En septiembre de 2014, firmó un contrato con los Detroit Pistons, pero en octubre de 2014 fue descartado por los Pistons, a pocos días de la Temporada 2014-15 de la NBA.
El 27 de enero de 2015 fichó por los Minnesota Timberwolves, un contrato por diez días.
El 9 de enero de 2016 firmó por 10 días con los Phoenix Suns.
El 18 de marzo de 2016 firmó otro contrato de diez días, esta vez con Detroit Pistons. Fue renovado hasta el final de temporada, pero no llegó a disputar ningún partido.
El 20 de julio de 2018, los Toronto Raptors anunciaron la contratación de Brown.
El 23 de julio de 2021, firma por el UNICS Kazan de la VTB United League.
El 29 de junio de 2022 firmó un contrato de dos años con el club israelí Maccabi Tel-Aviv.
Tras dos temporadas en Israel, en junio de 2024, se anuncia su fichaje por el Panathinaikos B. C. griego.

### Selección nacional
El 27 de junio de 2022, el Gobierno español le concedió la nacionalidad española por carta de naturaleza. Por este motivo, pudo ser seleccionado por Sergio Scariolo para jugar con la selección española absoluta, debutando el 9 de agosto ante Grecia, anotando 7 puntos.
Disputó cuatro amistosos previos al EuroBasket 2022, además de dos encuentros de clasificación para el Mundial 2023, donde el escolta lograría ayudar en las victorias del equipo, siendo en varias ocasiones el máximo anotador de la selección en esos partidos.
EuroBasket 2022
En octavos de final contra Lituania, logró 28 puntos, 3 rebotes y 8 asistencias, siendo fundamental en la prórroga, que daría a España el pase a los cuartos de final, y en el que sería elegido TCL Player of the Game. Tras aquel partido recibió varias críticas por parte de jugadores lituanos, que cuestionaban la calidad del equipo sin la nacionalización de Brown.
En cuartos de final ante Finlandia, logró un doble-doble con 10 puntos y 11 asistencias.
Las semifinales se jugarían ante Alemania, donde vencieron 91-96 y en el que sería elegido también TCL Player of the Game por sus 29 puntos y 6 asistencias.
El 18 de septiembre se disputaría la final contra Francia, donde lograría un doble-doble de 14 puntos y 11 asistencias. Se colgaría el oro y además fue nombrado integrante del mejor quinteto del torneo.
JJOO 2024
Entre julio y agosto de 2024 fue parte de la selección absoluta de España, que disputó los Juegos Olímpicos de París, finalizando en décima posición.

## Estadísticas de su carrera en la NBA

### Temporada regular
| Año     | Equipo       | PJ | PT | MPP  | %TC  | %3P  | %TL   | RPP | APP | ROB | TPP | PPP |
| ------- | ------------ | -- | -- | ---- | ---- | ---- | ----- | --- | --- | --- | --- | --- |
| 2013-14 | Philadelphia | 26 | 0  | 8.6  | .302 | .100 | .692  | 1.1 | 1.6 | .5  | .1  | 2.5 |
| 2014-15 | Minnesota    | 29 | 7  | 18.9 | .426 | .214 | .632  | 2.4 | 3.1 | 1.0 | .2  | 4.2 |
| 2015-16 | Phoenix      | 8  | 0  | 7.6  | .320 | .125 | .750  | 1.0 | 1.4 | .4  | .1  | 2.5 |
| 2017-18 | Toronto      | 14 | 0  | 9.9  | .412 | .167 | 1.000 | 1.1 | .9  | .4  | .0  | 2.3 |
| Total   | Total        | 77 | 7  | 12.6 | .375 | .154 | .684  | 1.6 | 2.0 | .6  | .1  | 3.1 |

### Play-offs
| Año   | Equipo  | PJ | PT | MPP | %TC  | %3P  | %TL  | RPP | APP | ROB | TPP | PPP |
| ----- | ------- | -- | -- | --- | ---- | ---- | ---- | --- | --- | --- | --- | --- |
| 2018  | Toronto | 4  | 0  | 7.3 | .300 | .400 | .500 | 1.5 | .5  | .0  | .3  | 2.3 |
| Total | Total   | 4  | 0  | 7.3 | .300 | .400 | .500 | 1.5 | .5  | .0  | .3  | 2.3 |